# Wilfred Hudson Osgood
Wilfred Hudson Osgood (8 de diciembre de 1875, Rochester, Nuevo Hampshire - 20 de junio de 1947, Chicago, Illinois) fue un zoólogo estadounidense.

## Biografía
Osgood era el hijo mayor de una familia de relojeros. En 1888 se trasladó con su familia a California y estudió en Santa Clara y San José. Se incorporó en las actividades del Cooper Ornithological Club y conoció a Chester H. Barlow y Rollo Beck. Fue profesor en una escuela de Arizona durante un año y luego se trasladó a la recién creada Universidad Stanford, donde llegó a conocer a Charles H. Gilbert y David Starr Jordan. Se unió al personal del Bureau of Economic Ornithology and Mammalogy, del Departamento de Agricultura de los Estados Unidos a la edad de 22 años. Este grupo más tarde se convirtió en el Bureau of Biological Survey con Clinton Hart Merriam.
Desde 1900 hasta 1909 fue secretario de la Biological Society of Washington, miembro del consejo de la Chicago Zoological Society y miembro de la Sociedad Zoológica de Londres y de la British Ornithologists’ Union. De 1924 a 1926 fue presidente de la American Society of Mammalogists.

## Obra
- Revision of pocket mice of the genus Perognathus (1900)
- Revision of mice of American genus Peromyscus (1909)
- Biological investigations Alaska and Yukon (1909)
- Fur Seals of Pribilof Islands (1915) con otro autor
- Monographic study of Cændlestes (1921)
- Mammals of Asiatic Expeditions (1932)
- Artist and naturalist in Ethiopia (1936) con otro autor
- Mammals of Chile (1943)
- Clinton Hart Merriam 1855-1942 (1943)
- Cricetine rodents allied to Phyllotis (1947)

## Honores

### Eponimia
- Tinamus osgoodi
- Rattus osgoodi
- Monodelphis osgoodi
- Altiphrynoides osgoodi
- Rhinolophus osgoodi
- Osgoodomys banderanus
- Phyllotis osgoodi

## Abreviatura (zoología)
La abreviatura Osgood  se emplea para indicar a Wilfred Hudson Osgood como autoridad en la descripción y taxonomía en zoología.